# Титанобоа
Титанобоа (Titanoboa cerrejonensis) е изчезнал вид змия, единствен от рода Титанобои (Titanoboa). Живяла е преди около 60 – 58 млн. години по времето на палеоцена, около 10 млн. години след изчезването на динозаврите.
Това е най-голямата, най-дългата и най-тежката змия, откривана някога. Чрез сравняване на размера и формата на нейните гръбначни прешлени с тези на най-големите змии в днешно време, специалистите изчисляват, че гигантската боа е достигала максимална дължина от 12 – 15 m, и тегло около 1135 kg.

## Местоположение
През 2009 г. са открити фосилни останки на 28 вида титанобоа в Серрехон, най-голямата въгледобивна мина на открито в света, намираща се в Ла Гуахира, Колумбия. Змията е била открита по време на експедиция от екип от международни учени под ръководството на Джонатан Блох, специалист по палеонтология на гръбначните от Природонаучния музей на университета във Флорида, и Карлос Харамильо, палеоботаник от Института за тропически изследвания „Смитсониън“ в Панама. Сред находките им са също вкаменени останки на крокодили и костенурки, които според експертите са предполагаемата естествена плячка на титанобоата.

## В съвременната култура
На 22 март 2012 г., модел реплика в цял мащаб на 15-метрова, 1100-кг титанобоа беше открит в терминала на жп гарата „Гранд Сентръл“ в Ню Йорк. Седмица по-късно, телевизионният канал „Смитсониън Ченъл“ излъчи документалния филм „Титанобоа – змията чудовище“.